# Oxyrrhynchium porothamnioides
Oxyrrhynchium porothamnioides är en bladmossart som beskrevs av Potier de la Varde och Emile Emilio Levier 1947. Oxyrrhynchium porothamnioides ingår i släktet Oxyrrhynchium och familjen Brachytheciaceae. Inga underarter finns listade i Catalogue of Life.